# Alfred Marstaller
Alfred Marstaller (* 1959 oder 1960) ist ein Brigadegeneral außer Dienst der Luftwaffe der Bundeswehr.

## Leben
Marstaller wuchs in Höchstädt an der Donau im Ortsteil Deisenhofen auf, besuchte das Internat Benediktinerkolleg in Dillingen an der Donau und erlangte am Johann-Michael-Sailer-Gymnasium Dillingen das Abitur.

### Militärische Laufbahn
Marstaller hatte sich 1979 erfolglos in der Dillinger Luitpoldkaserne als Fernmelder beworben und trat daher als Unteroffizieranwärter auf dem Fliegerhorst Leipheim in die Bundeswehr ein. Unter anderem war er in während seiner Laufbahn in Norfolk (Virginia) eingesetzt. Außerdem war er Offizier im Jagdgeschwader 74 in Neuburg an der Donau. 2019 war Marstaller Unterabteilungsleiter Grundsatz Ausbildung der Streitkräfte im Kommando Streitkräftebasis. Marstaller ist seit 2020, damals noch als Oberst i. G., im Streitkräfteamt in Bonn als Projektleiter für die Invictus Games 2023, Sportwettkämpfe für kriegsversehrte Soldaten, zuständig und ist dafür mit deren Initiator Prince Harry in Kontakt. Ende 2021 wurde er zum Brigadegeneral befördert. Im Dezember  2021 wurde er von Alfred Schön, dem Kreisvorsitzender der Bayerischen Kameraden- und Soldatenvereinigung, mit der Mini-Präsidiumsnadel ausgezeichnet. Im April 2024 trat er in den Ruhestand.

## Werke (Auswahl)
- gemeinsam mit V. Jansen und K.G. Garbe: ‚Damit ein anderer Wind weht‘. Ausbildungserfahrungen in der Luftwaffe Ost. In: Truppenpraxis. Jahrgang 35, Nr. 4, Frankfurt, 1991, S. 416–421.
- gemeinsam mit Uwe Hartmann: Politische Bildung als Organisationsentwicklung. In: Information für die Truppe. 6/1996, S. 12–19.
- Erziehung in der Luftwaffe – Operationalisierungsoptionen für die Erziehungspraxis. In: Zeitschrift für Politikwissenschaft. Band 10, Ausgabe 3, 2000, S. 153–174.
- Ausbilden für die Streitkräfte. In: Proceedings of the Ausbildungskongress der Bundeswehr. Hamburg, 2015.